# Romantic Warrior
Romantic Warrior är ett musikalbum av Return to Forever, utgivet 1976 av Columbia Records. Albumet är bandets största försäljningsuccé med cirka 500,000 stycken sålda skivor. Det här var gruppens första skiva utgivet av Columbia Records och det första krediterad bara som "Return to Forever", då man tog bort "featuring Chick Corea". Albumet är något mer avant-garde och mindre funkigt än deras föregående album No Mystery.
Corea dedicerade albumet till L. Ron Hubbard, grundaren av scientologi.

## Låtlista
1. "Medieval Overture" (Chick Corea) – 5:14
2. "Sorceress" (Lenny White) – 7:34
3. "The Romantic Warrior" (Chick Corea) – 10:52
4. "Majestic Dance" (Al Di Meola) – 5:01
5. "The Magician" (Stanley Clarke) – 5:29
6. "Duel of the Jester and the Tyrant (Part I & Part II)" (Chick Corea) – 11:26

Total tid: 45:37

## Medverkande
- Chick Corea — piano, Fender Rhodes, klavinett, Mini Moog, Moog 15, Micro Mini Moog, Arp Odyssey, orgel, Polymoog, marimba, percussion
- Stanley Clarke — elbas, piccolobas, kontrabas, bell tree, hand bells
- Lenny White — trummor, timpani, timbales, hand bells, virveltrummor, cymbaler, alarm clock
- Al Di Meola — elgitarr, akustisk gitarr, soprangitarr, hand bell, slide whistle